# Филинская (Вельский район)
Филинская — деревня в Вельском районе Архангельской области. Входит в состав Низовского сельского поселения.

## География
Деревня находится на левом берегу реки Вага, на расстоянии 31 км к югу от города Вельск, административного центра района. Ближайшие населённые пункты: на юге деревня Клоповская, на востоке деревня Лавровская.

### Часовой пояс
Деревня Филинская, как и вся Архангельская область, находится в часовой зоне МСК (московское время). Смещение применяемого времени относительно UTC составляет +3:00.

## Население
| 2002 | 2010 | 2012 | 2014 |
| ---- | ---- | ---- | ---- |
| 25   | ↘13  | ↘9   | ↘5   |